# Івен Стенг

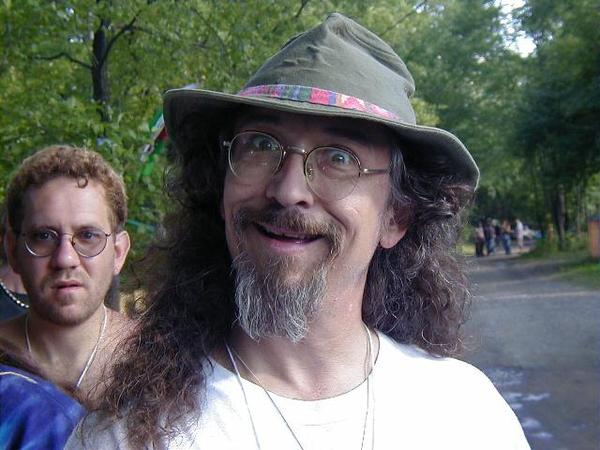
Івен Стенг (2007)

Преподобний Івен Стенг (Дуглас Сент-Клер Сміт) народився 21 серпня 1953 року — американський письменник, режисер і телеведучий, найбільш відомий як автор і видавець першої брошури Церкви Недомудреця. Йому та його другові Філо Драммонду приписують заснування церкви в 1979 році. Сам Стенг це заперечує і стверджує, що організація була утворена в 1953 році Дж. Р. «Бобом» Доббсом.
Народився у Вашингтоні, округ Колумбія, виріс у Форт-Ворті, штат Техас, навчався в школі в Сан-Марко в Техасі. З моменту публікації першої брошури SubGenius в 1980 році, Стенг почав всесвітній хрестовий похід (що охопив, щонайменше три континенти), щоб поширити догми церкви. У травні 2006 року він закінчив писати, редагувати і проєктувати нову книгу Недомудреця для Thunder's Mouth Press, «The SubGenius Psychlopaedia of Slack: The Bobliographon». Він з'явився на кількох національних радіо- і телевізійних шоу, в тому числі і у Шоу Джона Стюарта на MTV. Стенг викладач на факультеті академії Maybe Logic. Івен Стенг і Дж. Р. «Боб» Доббс з'являються як символи в науково-фантастичному романі Джона Ширлі «Kamus of Kadizar: The Black Hole of Carcosa».

## Церква Недомудреця

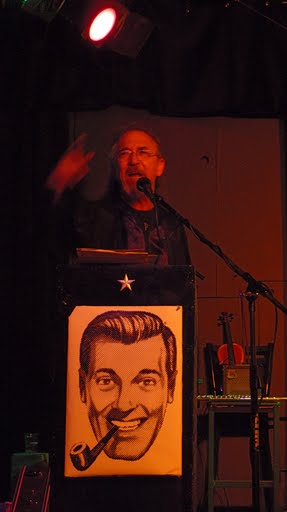
Івен Стенг у Церкві Недомудреця

Стенг також заснував «Церкву Недомудреця». Центри організації розташовувались в Далласі, штат Техас переважну більшість часу, а в 1999 році Стенг переїхав до Клівленд-Хайтс, штат Огайо, де наразі й базується Церква. Періодично в Університеті Клівленда відбувається шоу «Час (Година) Дармівщини». «Настанови» Стенга — невіддільна частина Старвудського Фестивалю, і WinterStar Форуму, які проводяться при підтримці Асоціації Вивчення Свідомості (Association for Consciousness Exploration- англ.). Стенг був удостоєний звання найкращого Божевільного Проповідника у Клівленді у 2000 році. Сам Стенг продовжує поширювати догмати Церкви, і є видатним членом андерграундної поп-культури Клівленда.

## High Weirdness By Mail
У 1988 році Стенг написав книгу: High Weirdness By Mail — A Directory of the Fringe: Crackpots, Kooks & True Visionaries. У книзі розглянуто багато неосновних або маргінальних культурних рухів, а також забезпечено контактною інформацією тих, хто безпосередньо хоче зв'язатися з керівниками цих рухів

## Фільми
Стенг — режисер. Окрім створення кількох короткометражок («Цикл розмноження одноклітинних форм життя під камінням Марса» (Reproduction Cycle Among Unicellular Life Forms Under the Rocks of Mars — англ.) та «Відвідайте світ майбутнього» (Let's Visit the World of the Future — англ.)) він також створив у 1989 році повнометражний пародійно-документальний фільм «Воскресіння!» (Arise! — англ.) для Церкви НедоМудреця, а також у 1999 році — документальне відео «Трава» (Grass — англ.), куди включив окрім сюжету і коментарі. До комерційних робіт належать короткий 60-секундний анімаційний ролик «Art Break», анімація в кліпі Devo.

## Дискографія
- Starwood Slack! (recorded rant on cassette) (ACE)
- Invisible College Drop-Outs (recorded rant on cassette) (ACE)
- The Stupid Rant (recorded rant on cassette) (ACE)
- High Weirdness By Mail (recorded rant on cassette) (ACE)
- Rev. Stang Live at Starwood (recorded rant on CD + music) ISBN 1-59157-005-0 (ACE)
- I Was A Cultist For The A. [Архівовано 19 квітня 2015 у Wayback Machine.]T. [Архівовано 19 квітня 2015 у Wayback Machine.]F. [Архівовано 19 квітня 2015 у Wayback Machine.] (radio drama starring Stang)
- The Once and Future Legend (panel discussion on cassette with Ariana Lightningstorm, Patricia Monaghan, Jeff Rosenbaum, Robert Shea and Robert Anton Wilson) (ACE)
- What IS the Conspiracy, Anyway? (panel discussion on cassette with Anodea Judith, Jeff Rosenbaum, Robert Shea and Robert Anton Wilson) (ACE)

## Фільмографія
- 1969 — The Wad and the Worm (Director, writer, animator)
- 1973 — Let's Visit the World of the Future (Director, writer, & actor)
- 1978 — Reproduction Cycle Among Unicellular Life Forms Under the Rocks of Mars (Director, writer, & narrator)
- 1979 — Mono (Director & writer)
- 1987 — China Run (Video editor)
- 1989 — Arise!: The SubGenius Video (Island Records) (Director, writer, & appears as self)
- 1990 — The Cu Chi Tunnels (Video & script editor)
- 1992 — Arise!: The SubGenius Video (Polygram Records) ASIN 6302311616 (Director, writer, & appears as self)
- 1992 — Church of the Subgenius: Sect? Satire? Or Satanism? (Appears as self)
- 1999 — Grass (Narrator & does commentary)
- 2000 — Duelin' Firemen! (Actor)
- 2003 — Maybe Logic: The Lives and Ideas of Robert Anton Wilson (Appears as self)
- 2008 — God's Cartoonist: The Comic Crusade of Jack Chick (Appears as self)[6]